# Costa Azul, Chiapas
Costa Azul är en ort i Mexiko.   Den ligger i kommunen Pijijiapan och delstaten Chiapas, i den sydöstra delen av landet, 800 km sydost om huvudstaden Mexico City. Costa Azul ligger 2 meter över havet och antalet invånare är 139.
Terrängen runt Costa Azul är mycket platt. Havet är nära Costa Azul åt sydväst. Runt Costa Azul är det ganska glesbefolkat, med 28 invånare per kvadratkilometer. Närmaste större samhälle är Pijijiapan, 17,2 km nordost om Costa Azul. Omgivningarna runt Costa Azul är en mosaik av jordbruksmark och naturlig växtlighet.